# Maison Blanche (metropolitana di Parigi)
Maison Blanche è una stazione delle linee 7 e 14 della metropolitana di Parigi.

## La stazione

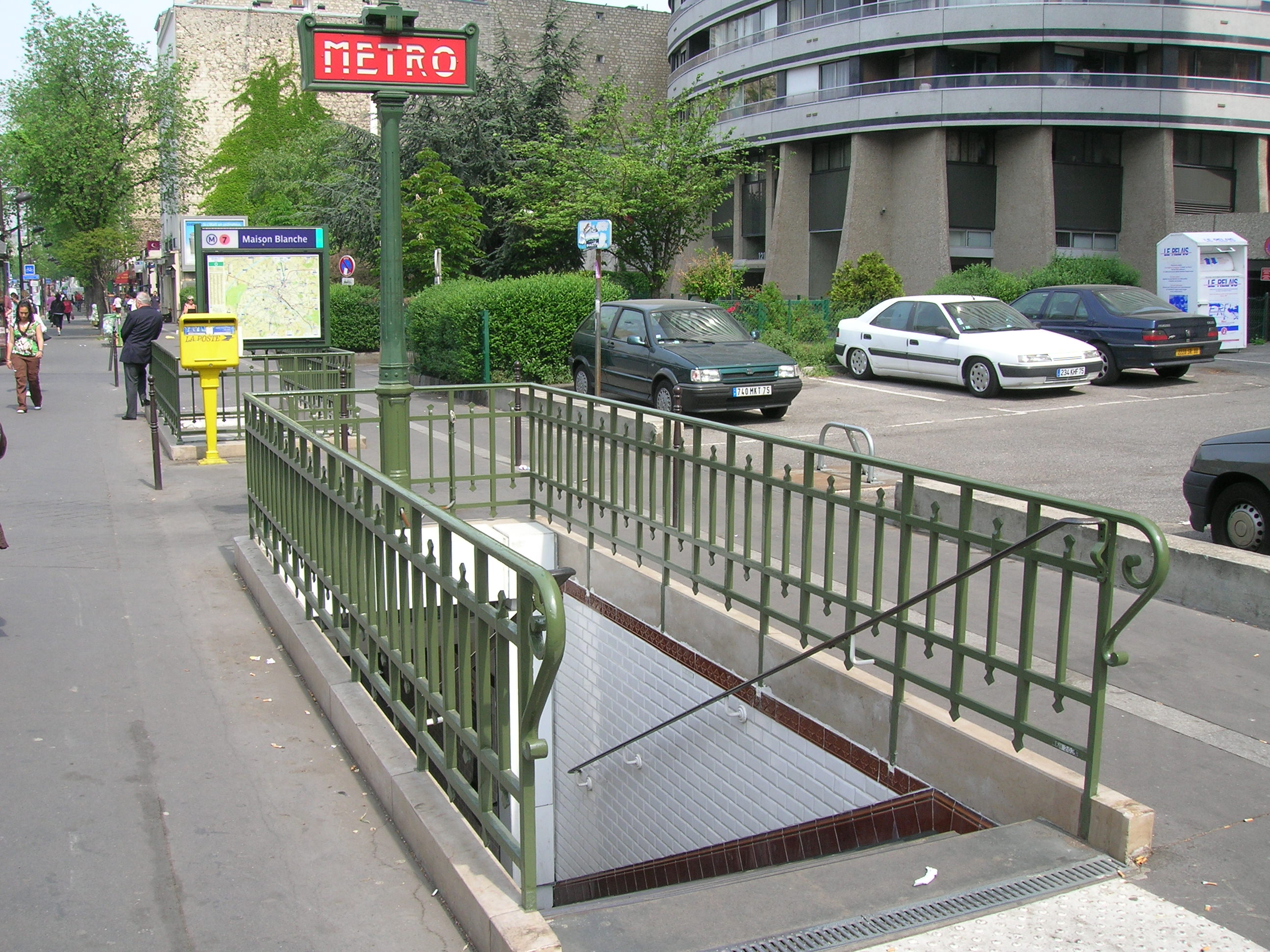
Uno degli accessi alla stazione

Essa è l'ultima stazione di tratto comune della linea 7. Dopo la stazione si suddivide in due rami che dirigono verso Ivry-sur-Seine e Villejuif. Dal 2024 serve anche la linea 14, che la collega con l'aeroporto di Orly (in 10 minuti circa) e con Saint Denis-Pleyel.

### Ubicazione
La stazione è situata sotto l'avenue d'Italie, fra la rue Caillaux e la rue Bourgon, in prossimità della porte d'Italie.

### Origine del nome
Questo quartiere di Parigi mutua il suo nome da un antico albergo chiamato «Maison Blanche». Una strada vicina alla stazione di Tolbiac porta lo stesso nome di Maison-Blanche.

### Storia
- 7 marzo 1930: apertura della stazione, sul prolungamento della linea 10 fra la Place d'Italie e la Porte de Choisy.
- 26 aprile 1931: passaggio sulla linea 7
- 6 ottobre 1995: la stazione è teatro di un attentato, perpetrato da un gruppo islamico algerino, che causò 18 feriti[2].

### Accessi
- Avenue d'Italie: 2 scale al 119, avenue d'Italie
- Rue du Tage: scala al 162, avenue d'Italie
- Rue de la Vistule: scala al 103, avenue d'Italie
- Rue Bourgon: scala al 144, avenue d'Italie

## Interconnessioni
- Bus RATP - 47